# Јефтимије II Цариградски
Јефтимије II Цариградски (грч. Εὐθύμιος Β΄; умро 29. марта 1416) био је васељенски патријарх Цариграда од 1410. до 1416. године.
Замонашио се у младости и убрзо након тога је рукоположен за свештеника. Истицао се својим теолошким и реторичким способностима, које је користио у одбрани паламизма и против уније Источне православне цркве са Католичком црквом, због чега му је додељена почасна титула „Црквени учитељ“. Упркос томе што је био ватрени антиунијат, послао га је византијски цар Манојло II Палеолог (в. 1391–1425) да учествује у разговорима о будућој унији са папом Урбаном VI (в. 1378–1389). Мисија је постигла известан успех, али без чврстих обавеза ни са једне стране и по повратку у Цариград је унапређен у архимандрита и постао игуман престижног Студитског манастира.
На крају, Јефтимије II је напредовао до места протосинђела, након чега је постао патријарх цариградски. Током свог мандата, настојао је да Цркву уклони из царске контроле и да делује аутономно. Од његових списа сачувани су само филозофски трактат „О бићу и небићу“ и два писма. Јефтимије II је умро 29. марта 1416. године.